# Sturmführer

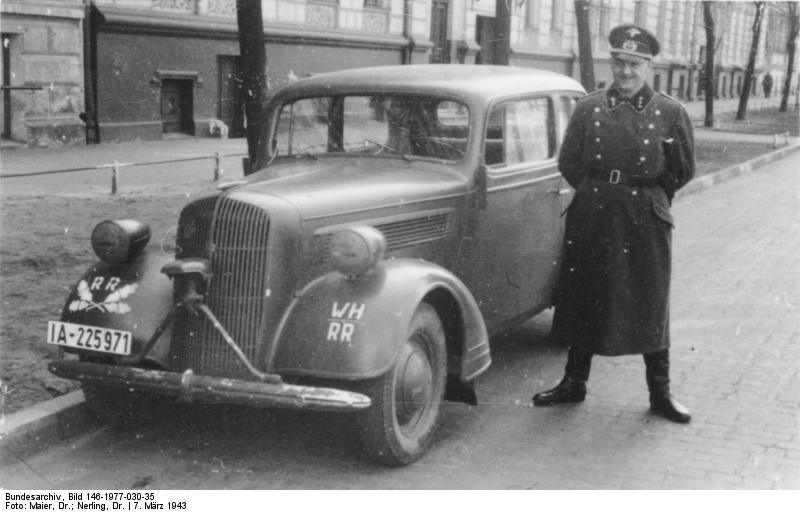
Sturmführer Zwiebel do Corpo de Motoristas Nacional-Socialistas (NSKK) em Riga, 1943; observe os três pontos em seu remendo de gorjal

Sturmführer foi uma patente militar do Nazismo.
- Para a Sturmabteilung (SA), o nome do posto ou graduação militar, criado em 1921, foi o SA-Sturmführer.

- A Schutzstaffel (SS) usou a patente SS-Sturmführer até 1934. Após a Noite das facas longas, a SS renomeou o posto para Untersturmführer, em julho de 1934.